# Soyuz TMA-5
Soyuz TMA-5 foi a vigésima quinta missão tripulada  conjunta russo-americana, lançada em 14 de outubro de 2004 do Cosmódromo de Baikonur, no Cazaquistão, e que transportou os integrantes da Expedição 10 até à Estação Espacial Internacional.

## Tripulação
Tripulação lançada na Soyuz TMA-5: (14 de outubro de 2004)
| Posição             | Tripulante       | Duração          | Pousou na   |
| ------------------- | ---------------- | ---------------- | ----------- |
| Comandante          | Salijan Sharipov | 192d 19h 01m 59s | Soyuz TMA-5 |
| Engenheiro de voo 1 | Leroy Chiao      | 192d 19h 01m 59s | Soyuz TMA-5 |
| Engenheiro de voo 2 | Yuri Shargin     | 9d 21h 28m 41s   | Soyuz TMA-4 |

Tripulação retornada na Soyuz TMA-5: (24 de abril de 2005)
| Posição             | Tripulante       | Duração          | Lançou na   |
| ------------------- | ---------------- | ---------------- | ----------- |
| Comandante          | Salijan Sharipov | 192d 19h 01m 59s | Soyuz TMA-5 |
| Engenheiro de voo 1 | Roberto Vittori  | 9d 21h 22m 02s   | Soyuz TMA-6 |
| Engenheiro de voo 2 | Leroy Chiao      | 192d 19h 01m 59s | Soyuz TMA-5 |

## Parâmetros da Missão
- Massa: ? kg
- Perigeu: ~200 km
- Apogeu: ~252 km
- Inclinação: ~51.7°
- Período: ~88.7 m

## Missão
A tripulação da Expedição 10, formada por Leroy Chiao dos Estados Unidos e Salijan Sharipov da Rússia substituiu o grupo da Expedição 9, o cosmonauta Gennady Padalka e o astronauta Edward Fincke dos Estados Unidos. Com eles viajou na missão o cosmonauta Yuri Shargin, que retornou após oito dias.
O lançamento da missão foi atrasado além da data de lançamento planejada, (9 de Outubro de 2004). Durante o teste antes do voo, um parafuso explosivo foi acidentalmente ativado na  Soyuz TMA-5; os danos resultantes disto foram reparados antes do lançamento.
A manobra de acoplamento da Soyuz com a ISS teve de ser feito manualmente, pois a aproximação pelo sistema automático era muito rápida. O desacoplamento também foi feito manualmente, como uma medida de segurança para economizar energia em uma bateria defeituosa.
Após 193 dias na estação, o grupo retornou à Terra em uma suave aterrissagem no Cazaquistão, junto com o italiano Roberto Vittori que havia sido lançado com a Expedição 11 na Soyuz TMA-6, voo seguinte do programa espacial.